# Blepharandra
A Blepharandra a Malpighiales rendjébe és a malpighicserjefélék (Malpighiaceae) családjába tartozó nemzetség.

## Rendszerezés
A nemzetségbe az alábbi 6 faj tartozik:
- Blepharandra angustifolia (Kunth) W.R.Anderson
- Blepharandra cachimbensis W.R.Anderson
- Blepharandra fimbriata MacBryde
- Blepharandra heteropetala W.R.Anderson
- Blepharandra hypoleuca (Benth.) Griseb.
- Blepharandra intermedia W.R.Anderson